# مؤسسه افکار عمومی فرانسه
مؤسسهٔ افکار عمومی فرانسه (انگلیسی: French Institute of Public Opinion) یا به اختصار «IFOP»، یک مؤسسهٔ بین‌المللی نظرسنجی و مطالعات بازار که شعارش این است: «ارتباطات، ارزش می‌آفرینند».
این مؤسسه را، استاد پیشین دانشگاه سوربن ژان استوتزل پس از ملاقاتی با جورج گالوپ در ایالات متحده آمریکا بنیان نهاد. مؤسسهٔ افکار عمومی فرانسه نتایج نظرسنجی‌هایش را به شرکت‌ها و احزاب سیاسی می‌فروشد.